# 蔡炎炎
蔡炎炎（1999年11月15日—），中国女子羽毛球运动员。

## 簡歷
2017年1月，蔡炎炎出戰中國羽毛球國際挑戰賽女子單打以及與高昉洁女子雙打項目，蔡炎炎在決賽中以3比1的成績（11-9、13-10、11-9、11-7）擊敗隊友王祉怡並奪下個人生涯中首個國際賽冠軍，但女雙成績則是止步於次圈。
同年11月，蔡炎炎在澳門羽毛球黃金大獎賽女單決賽2比1（21-15、17-21、21-16）擊敗中華台北的白馭珀，赢得了个人职业生涯首个黄金大奖赛冠军头衔，也打破了自3月份瑞士公开赛陈晓欣夺冠以来中国女单长达8个月的黄金大奖赛以上级别的冠军荒。
2018年3月，蔡炎炎出戰澳洲羽毛球公開賽，在女單決賽中以2比0（21-14、21-13）擊敗日本的峰步美，贏得冠軍。

## 主要比賽成績
只列出曾進入準決賽的國際賽事成績：
| 年份   | 賽事                     | 公開賽級別 | 項目     | 成績   |
| ------ | ------------------------ | ---------- | -------- | ------ |
| 2016年 | 亞洲青年羽毛球錦標賽     | 其他       | 混合團體 | 冠軍   |
| 2016年 | 世界青年羽毛球錦標賽     | 其他       | 混合團體 | 冠軍   |
| 2017年 | 中國羽毛球國際挑戰賽     | 國際挑戰賽 | 女子單打 | 冠軍   |
| 2017年 | 中國羽毛球大師賽         | 黃金大獎賽 | 女子單打 | 準決賽 |
| 2017年 | 世界青年羽毛球錦標賽     | 其他       | 混合團體 | 冠軍   |
| 2017年 | 世界青年羽毛球錦標賽     | 其他       | 女子單打 | 季軍   |
| 2017年 | 澳門羽毛球黃金大獎賽     | 黃金大獎賽 | 女子單打 | 冠軍   |
| 2018年 | 澳洲羽毛球公開賽         | 超級300賽  | 女子單打 | 冠軍   |
| 2018年 | 加拿大羽毛球公開賽       | 超級100賽  | 女子單打 | 準決賽 |
| 2018年 | 亞洲運動會羽毛球比賽     | 其他       | 女子團體 | 銀牌   |
| 2018年 | 薩洛盧羽毛球公開賽       | 超級100賽  | 女子單打 | 冠軍   |
| 2018年 | 蘇格蘭羽毛球公開賽       | 超級100賽  | 女子單打 | 準決賽 |
| 2019年 | 西班牙羽毛球大師賽       | 超級300賽  | 女子單打 | 準決賽 |
| 2019年 | 亞洲羽毛球混合團體錦標賽 | 其他       | 混合團體 | 冠軍   |
| 2019年 | 亞洲羽毛球錦標賽         | 其他       | 女子單打 | 季軍   |
| 2023年 | 亞洲羽毛球混合團體錦標賽 | 其他       | 混合團體 | 冠軍   |
| 2024年 | 古瓦哈蒂羽毛球大師賽     | 超級100賽  | 女子單打 | 冠軍   |
| 2024年 | 奧迪沙羽毛球大師賽       | 超級100賽  | 女子單打 | 冠軍   |

| 2007-2017年 | 首要超級賽 | 超級賽 | 黃金大獎賽 | 大獎賽 | 國際挑戰賽 | 國際系列賽 | 未來系列賽 | 其他 |

| 2018-2026年 | 總決賽 | 超級1000賽 | 超級750賽 | 超級500賽 | 超級300賽 | 超級100賽 | 國際挑戰賽 | 國際系列賽 | 未來系列賽 | 其他 |

### 奧運會和世錦賽參賽紀錄
|          | 2019 |
| -------- | ---- |
| 女子單打 | 32強 |